# Markthalle XII
Die Berliner Markthalle XII war eine nach dem Magistratsbauprogramm Ende des 19. Jahrhunderts errichtete Markthalle für Lebensmittel und Blumen an der Grüntaler Straße / Badstraße im Ortsteil Gesundbrunnen. Alle 14 Städtischen Markthallen gehen auf Entwürfe von Hermann Blankenstein und August Lindemann zurück. Ab 1899 erfolgten ständige Umnutzungen der Halle XII, zum Ende des Zweiten Weltkriegs wurden die restlichen Markthallen-Gebäudeteile zerstört und danach abgeräumt. Später wurde die Fläche zum Teil neu bebaut.

## Geschichte
Mit dem enormen Bevölkerungszuwachs im damaligen Berlin und den Randortschaften zum Ende des 19. Jahrhunderts war es nötig, die allerorten betriebenen offenen Märkte durch wetterunabhängige und hygienischere Verkaufsmöglichkeiten zu ersetzen. Die Baudeputation des Berliner Magistrats hatte dazu ein Konzept erstellt, das vorsah, 14 geschlossene Markthallen gleichmäßig auf dem Stadtgebiet samt angrenzenden Gemeinden zu verteilen. Aus einem architektonischen Grundmodell entwickelten die Architekten Anpassungen an die auf den Bauflächen vorhandenen örtlichen Gegebenheiten.

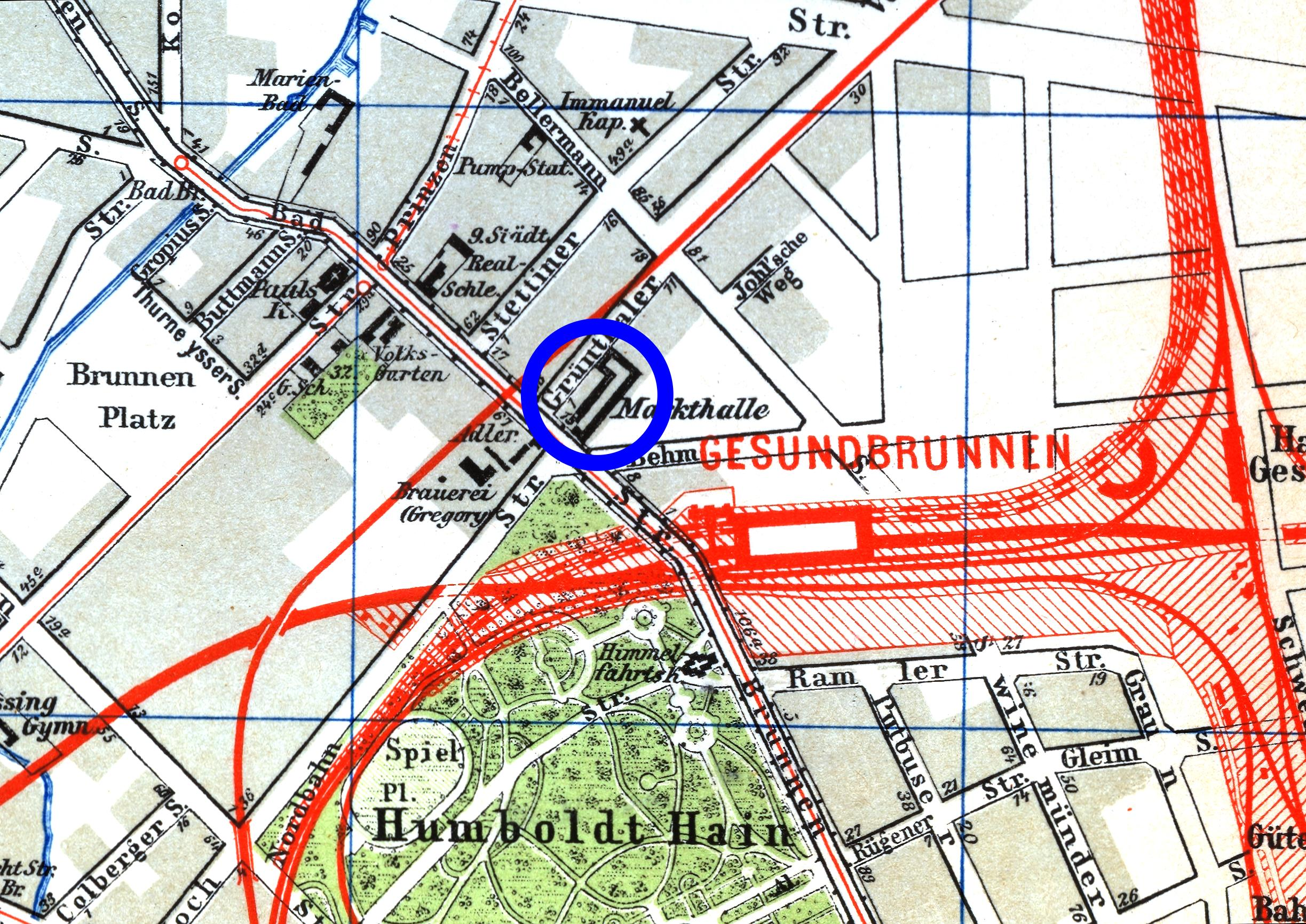
Lage der Markthalle auf einem Stadtplanausschnitt von 1896

Für die Markthalle mit der Projektnummer XII hatte die Stadtverwaltung eine Parzelle an der Grüntaler Straße Ecke Badstraße im Wohngebiet Gesundbrunnen für einen Preis von 391.100 Mark erworben.
Bis in den Hofbereich dieser Baufläche entstand zwischen 1886 und 1892 eine aus roten Backsteinen bestehende geschlossene Markthalle mit einer Gesamtverkaufsfläche von rund 4200 m². Die Baukosten betrugen 7,555 Millionen Mark (kaufkraftbereinigt in heutiger Währung: rund 61,2 Millionen Euro). Die Halle bot Platz für 273 kleine Marktstände, die die Markthallengesellschaft an Einzelhändler oder Privatpersonen vermietete. Die Gewerbeaufsicht über die Markthalle nahm ein Inspektor namens Schoenbeck wahr, zugleich wohnten auch einige Nutzer in den oberen Räumen der Markthalle wie der Gastwirt W. Döbel, ein Magnetiseur, ein Stuckateur, ein Polizeiwachtmeister, ein Werkführer, ein Zigarrenhändler, ein Seilermeister, ein Kaufmann, ein Porzellanwarenhändler, ein Kutscher. Die genaue Adresse dieser Verkaufseinrichtung lautete Badstraße 10 und Grüntaler Straße 3, 4. Im Erdgeschossplan der Markthalle hatte der Architekt eine Luke für den Einwurf von Eisbarren für Kühlzwecke vorgesehen.
Im Jahr 1897 finden sich für die genannte Markthalle folgende Details im Berliner Adressbuch: Verwaltung Inspektor Schoenbeck (der gleichzeitig auch für die Hallen XIII und XIV zuständig war und bei der Markthalle XIV wohnte), Adresse Auf dem Gesundbrunnen / Grüntaler Straße 3, 4 und Badstraße 10, 10a.
Bis zum Jahr 1898 ging die Zahl der Kleinhändler in der Markthalle auf unter 50 zurück, sodass der Weiterbetrieb unwirtschaftlich wurde. Am 1. April 1898 wurde die Markthalle zunächst inoffiziell geschlossen.
Parallel zum Rückgang der Zahl der Marktstände vermietete die Stadt einige Räumlichkeiten an Privatpersonen. Unter anderem findet sich im Jahr 1899 diese Anzeige: „Markthalle XII, Badstraße 10a, vorn 1 Treppe, 4 Stuben nebst Zubehör, ab 1. April 1899“. Als wegen steigender Mietkosten und/oder zunehmender Arbeitslosigkeit Mitte der 1890er Jahre viele Familien aus ihren Wohnungen gekündigt wurden, und Baracken als Notunterkünfte nun für Obdachlose genutzt wurden, mietete der Magistrat für 4000 Mark im Jahr große Teile der Markthalle für die Unterstellung von Mobilien aus den zwangsgeräumten Wohnungen.
Die Berliner Verwaltung ließ die Halle ab Januar 1899 als öffentlichen Handelsplatz komplett und verbindlich schließen. Der Führer durch Berlin enthält diese Halle unter der Rubrik Markthallen im Jahr 1902 nicht mehr. Eine Zusammenstellung der im Jahr 1917 vorhandenen Städtischen Markthallen informiert: „Die Markthallen XII und XIII sind für den Markthallenverkehr geschlossen.“
Im Jahr 1920 waren Teile des Markthallengebäudes noch immer vorhanden und gehörten auch noch der Stadt Berlin, sie dienten jedoch anderen Zwecken. Für den Bereich Badstraße war ein Direktor (W. Trost) eingesetzt worden; in den Räumen gab es nun das Armenamt Gesundbrunnen, die Steuerkasse XIIIB, die Kinderlesehalle IV, die Rettungsstelle 10, die Säuglingsfürsorgestelle der Schmidt-Gallisch-Stiftung sowie Wohnungen für mehrere Privatleute.
Das Adressbuch des Jahres 1930 enthält weiterhin die Immobilie Badstraße im Eigentum der Stadt Berlin. Als Nutzer sind eingetragen: weiterhin die Berufsschule(n), das Bezirkssteueramt, die Säuglingsfürsorgestelle, die Kinderlesehalle, die Rettungsstelle und eine Kochküche (neu). Die Betreuer wie eine Oberschwester und Fürsorgerinnen sowie der Schulleiter wohnten auch in den vorhandenen Räumlichkeiten.
In der Zeit des Nationalsozialismus finden sich folgende Mieter in dem Gebäudeteil entlang der Badstraße 10/10a: wie zuvor der Berufsschuldirektor, die Säuglingsfürsorgestelle, die Kochküche, die Steuerkasse, die Rettungsstelle, die Kinderlesehalle und ein Hausmeister. Nun kamen die Volksbibliothek Wedding, eine Beratungsstelle für Rassenhygiene sowie das NSDAP-Amt für Volkswohlfahrt hinzu. Bis 1940 haben sich folgende Änderungen ergeben: Im Gebäudeteil Badstraße 10/10a eine Familienfürsorgestelle und das Gesundheitsamt Wedding statt der Volkswohlfahrt und der Beratungsstelle für Rassenhygiene. Kurz vor dem Ende des Zweiten Weltkriegs, 1943, nennt das Adressbuch die Nutzer der ehemaligen Markthalle XII mit: Beratungsstelle für Erb- und Rassenpflege, Jugendpflege-Sportamt, Säuglings- und Kleinkinderfürsorge, Mütterberatungsstelle neben Gesundheitsamt und Abrechnungsstelle des Wirtschaftsamts Wedding (Badstraße).

## Beschreibung

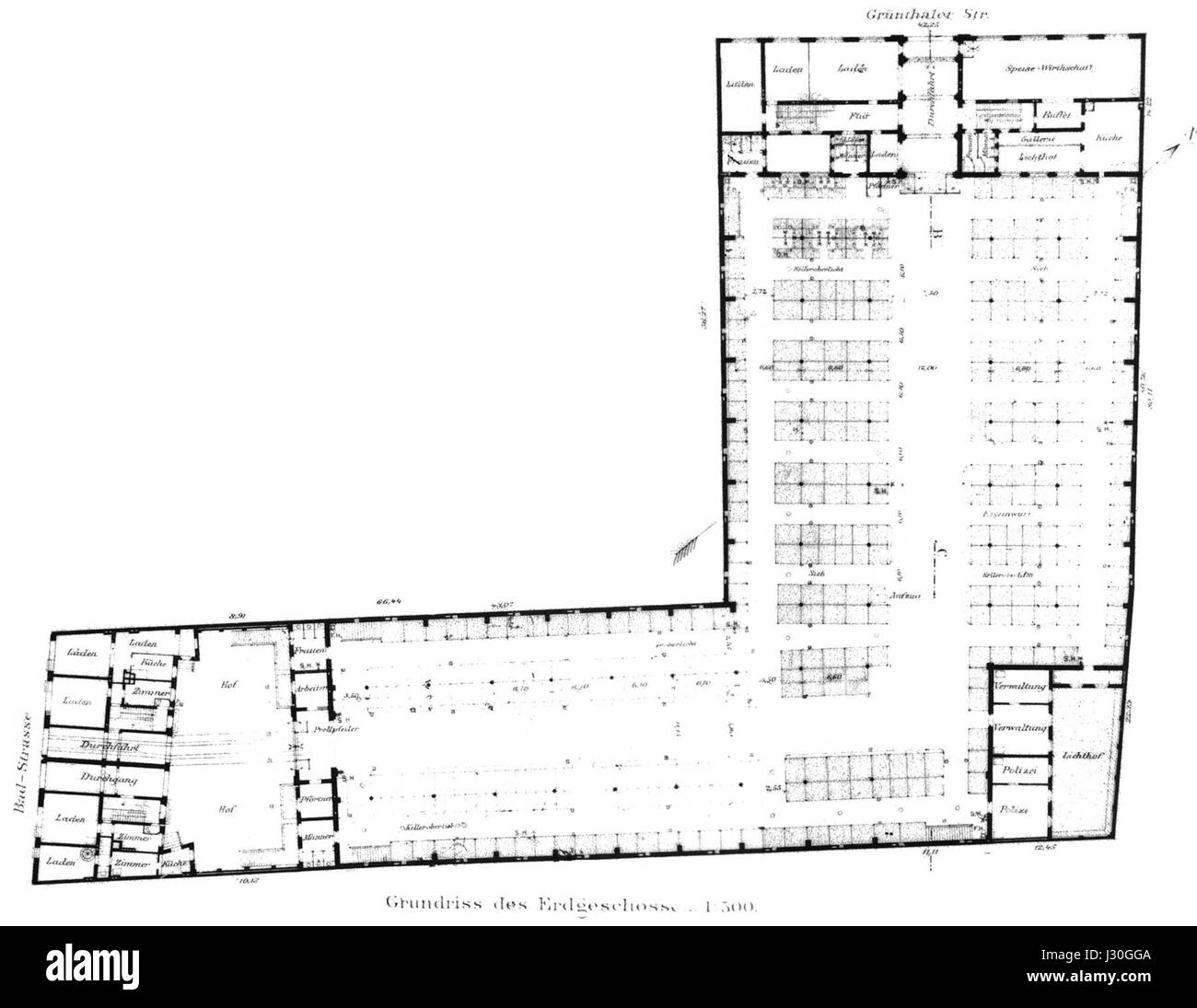
Grundriss Markthalle XII, Erdgeschoss

Das Markthallen-Grundgebäude hatte eine basilikale Form mit Mittelschiff und zwei Seitenschiffen und eine tragende Eisenkonstruktion. Gusseiserne Stützen, die oben miteinander verbunden waren, trugen die Dachkonstruktion. Auf jeder der vier Seiten befand sich ein Ein-/Ausgang als zweigeschossiger Rundbogen, der den Lieferfuhrwerken diente. Über den Seitenschiffen waren Emporen vorhanden mit abgeteilten Räumlichkeiten. Als Erkennungszeichen der städtischen Bauten waren die Mauern aus roten Backsteinen errichtet und sparsam mit Bändern aus hellgelben Formsteinen geschmückt. Die Markthalle verfügte über einen Eiskeller, in dem mittels Natureisblöcken Lebensmittelvorräte frisch gehalten werden konnten. Die Halle hatte unterschiedlich breite Durchfahrten, an die sich die mit Sheddächern überdachten Marktstände anschlossen.